# Саранда
Саранда (алб. Saranda або Sarandë; грец. Άγιοι Σαράντα, Agioi Saranda; італ. Santiquaranta) — місто на півдні Албанії, столиця району Саранда префектури Вльора. Місто розміщене на узбережжі Іонічного моря, в північній частині затоки з однойменною назвою, навпроти грецького острова Корфу. Порт Саранда часто називають «південними воротами Албанії». Населення близько 37 тисяч. (2009). Корінне грецьке населення становить бл. 10 % населення, і місто є одним з двох основних (близько Гірокастри) центрів концентрації греків в Албанії.

## Природні умови

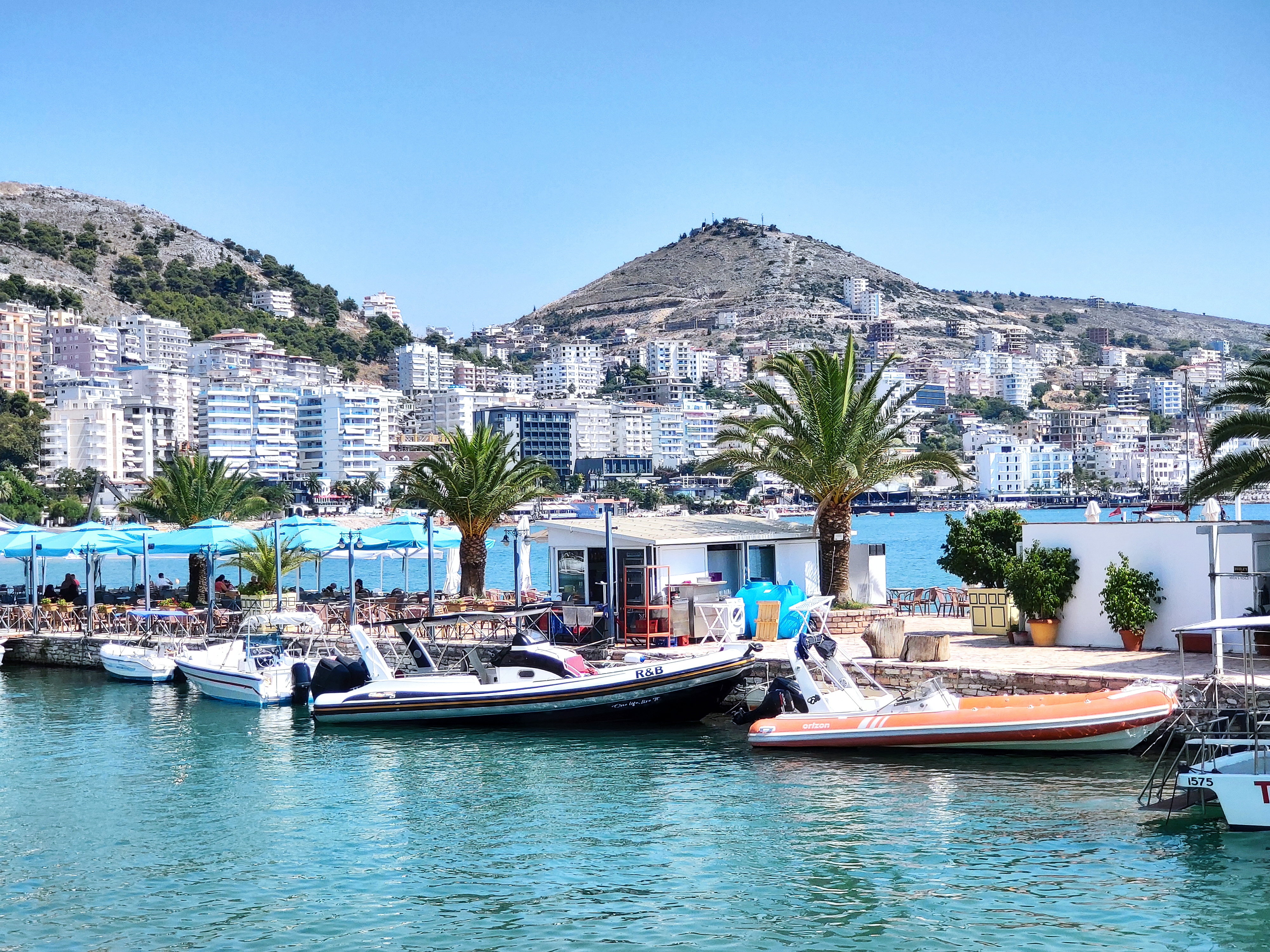
Вид на Саранду з моря

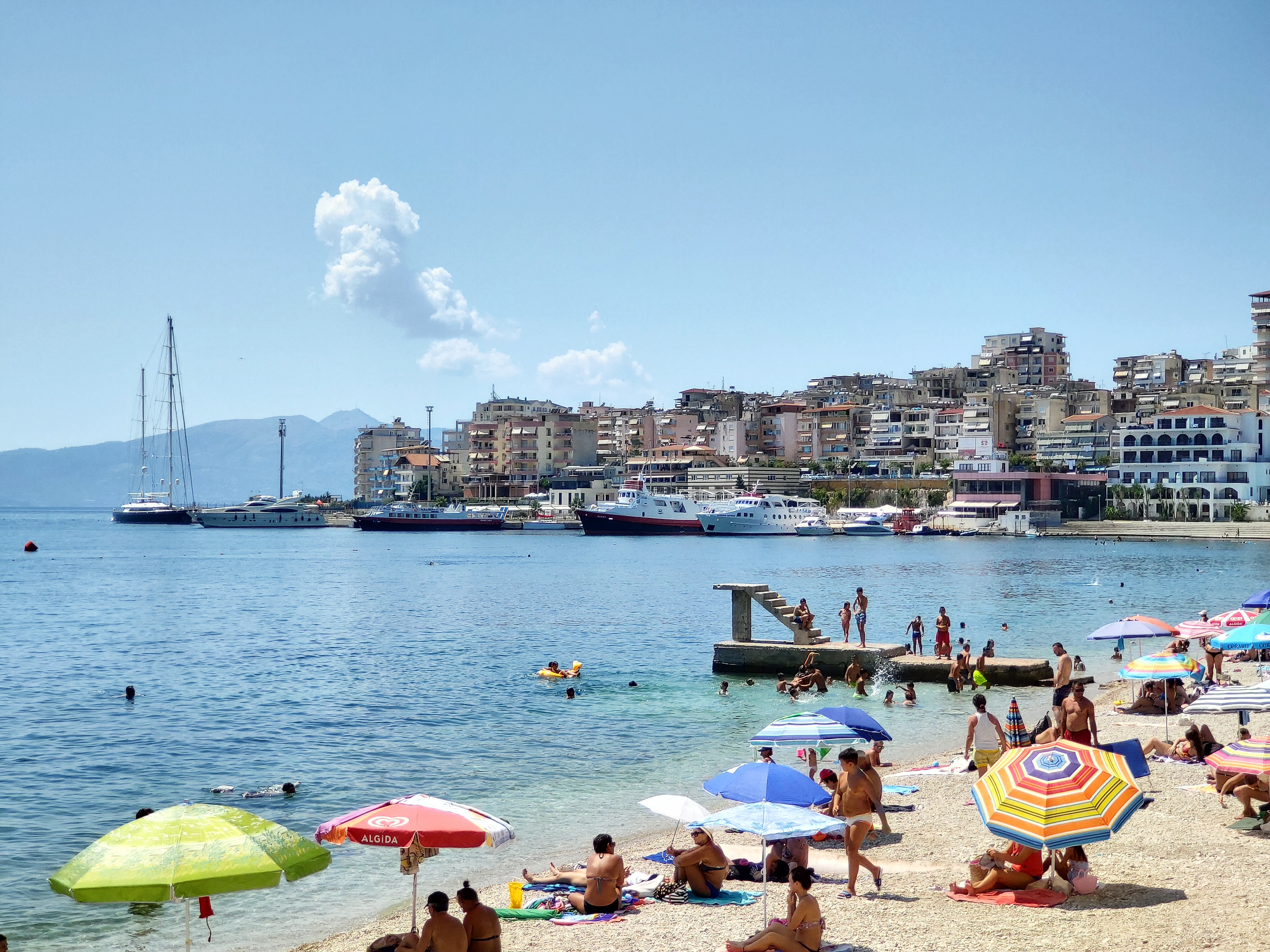
Порт Саранди

Місто побудоване на скелястих вапнякових схилах, що спускаються до крутих вертикальних скель над морем. Клімат теплий, але м'який. Найнижчі температури рідко опускаються нижче выд 0 °C. Діапазон температури січня між 8.6 і 13,3 °C. Середні місячні температури з травня по жовтень, як правило, не опускаються нижче 20 °С, але максимальна температура в липні  — серпні рідко перевищує 40 °C. Річна кількість опадів висока, 1100—1740 мм, але дощі випадають переважно в прохолодне півріччя, з жовтня по березень. У липні, як правило, не буває жодної краплини дощу. Сніг та сильний вітер тут теж рідкісні.

## Історія
Сучасна назва міста походить від монастиря грец. Άγιοι Σαράντα — Агіі Саранда або Санті-Кваранта (Santi Quaranta), в давнину місто називали Ончесмус, назвало його так плем'я Каон (Каоніанс) (за одними джерелами давньогрецьке, а за іншими іллірійське). 28 листопада 1912 неподалік, під Вльорою була проголошена незалежність Албанії, але фактично з цього часу до 1920 року, територія країни періодично була окупована італійськими, сербськими та грецькими військами.
Коли у 1939 році місто було зайнято італійською армією, окупанти його перейменували в Порто-Едда (італ. Porto Edda) на честь старшої дочки Беніто Муссоліні — Едди. Але греки здавна вважають цей регіон  — Північний Епір (грец. Βόρειος Ήπειρος) частиною Великої Греції, досить швидко вигнали звідти італійців у 1940 році, хоча і не надовго  — країни Осі: Німеччина, Італія і Болгарія у 1941 році почали окупацію Греції. Італійці капітулювали у 1943 році та їх війська покинули Албанію, у 1944 році німецькі окупанти були вигнані з країни та після завершення Другої світової війни  — Саранда центр однойменного округу області Вльора Албанії.
У 1997 році місто виявилося одним з місць початку заворушень, що здобули широку популярність.

## Пам'ятки
У самому центрі Саранди знаходиться православний храм і середньовічна синагога. Неподалік розташований археологічний музей-заповідник — руїни стародавнього міста Бутринті — об'єкта світової спадщини ЮНЕСКО, а залишки іншого античного міста Фінічі, в якому є Акрополь, що, як вважають деякі дослідники, подібний до афінського, але тільки значно більший за своїми розмірами.
- Етнографічний музей;
- Стародавній храм;
- Руїни Фойніке;
- Єврейські синагоги;
- Фортеця «Алі Паш Тепелена»;
- Старовинна церква в містечку Шен Кол (Святий Кол).
- Джерело «Блакитне око» на віддалі 18 км від Саранди.

Також в окрузі Саранда знаходиться найбільша в Албанії кількість пам'ятників кам'яної доби, в тому числі Коніспольські печери.

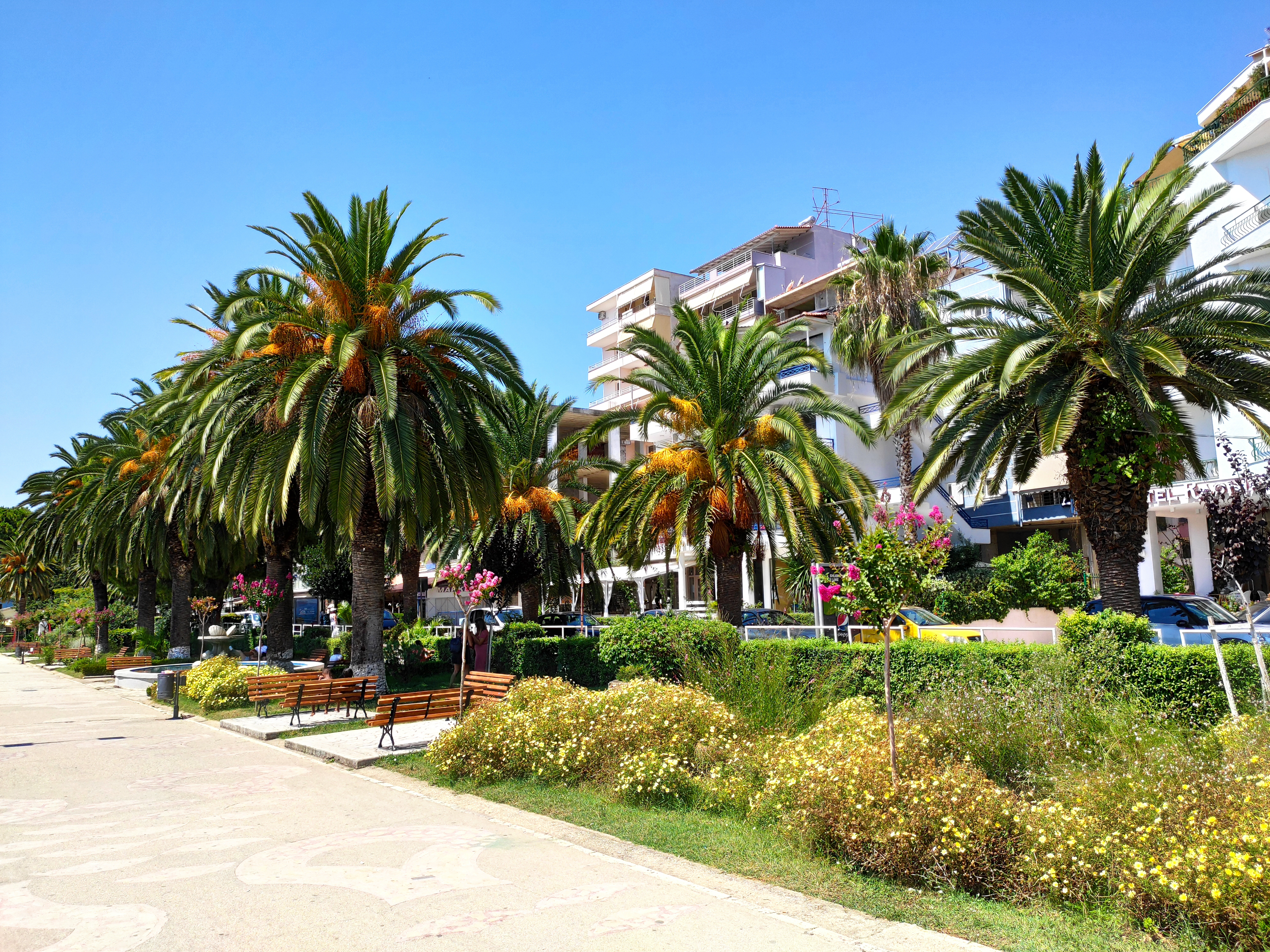
Набережна Саранди

## Економіка
Важливим аспектом економіки міста є туризм, заснований на особливостях місцевого клімату — тут в середньому 300 сонячних днів у році, також цьому сприяє наявність піщаних пляжів і всесвітньо відомих пам'яток неподалік, наявність поромної переправи до грецького острова Корфу, також неподалік суші східніше і південніше Саранди знаходяться автомобільні прикордонні переходи з Грецією до Какавіє і Чафе Боте.

## Відомі уродженці
- Ставріанос Вістаріс (грец. Σταυριανος Βισταρης) — грецький поет XVI століття.
- Аніта Бітрі (1968—2004) — албанська поп-співачка та віолончелістка.

## Міста-побратими
- Тирана,  Албанія
- Гірокастра,  Албанія
- Дельвіна,  Албанія
- Корфу,  Греція
- Ігумениця,  Греція
- Отранто,  Італія
- Марсель,  Франція
- Спліт,  Хорватія
- Пула,  Хорватія
- Ульцинь,  Чорногорія
- Мармарис,  Туреччина
- Сува-Река,  Косово